# TurnTable
TurnTable é uma revista nigeriana de música e entretenimento fundada por Ayomide Oriowo e Similoluwa Adegoke. A TurnTable tem seu foco principal em paradas musicais, notícias e eventos. Suas paradas musicais incluem o Top 100 e a parada de final de ano. Com duas edições até o momento, a TurnTable lançou sua primeira edição em 19 de dezembro de 2020, por Similoluwa Adegoke. Todas as edições são impressas em língua inglesa.

## História
TurnTable foi fundada em 2020 por Ayomide Oriowo e Similoluwa Adegoke. Em 3 de julho de 2020, lançou sua parada Top 50 e iniciou suas operações em 9 de novembro de 2020. A revista também passou a publicar a parada de final de ano Top 50 em dezembro.
Em 12 de setembro de 2022, Ayomide Oriowo anunciou a saída de Adeayo Adebiyi, o Co-Editor-Chefe da TurnTable.